# Filip Jagiełło
Filip Jagiełło, né le 8 août 1997 à Lubin en Pologne, est un footballeur polonais qui évolue au poste de milieu relayeur au Lech Poznań.

## Biographie

### Carrière en club

#### Zagłębie Lubin
Natif de Lubin en Pologne, Filip Jagiełło est formé par le club de sa ville natale, le Zagłębie Lubin. Courtisé par plusieurs clubs européens dont l'Ajax Amsterdam, qui s'intéresse à lui lors de l'été 2014, il reste finalement au club.

#### Genoa CFC
Le 31 janvier 2019, est annoncé le transfert de Filip Jagiełło avec le club italien du Genoa CFC, pour quatre ans et demi. Il reste cependant dans son club formateur jusqu'à la fin de la saison, le transfert prenant effet à l'été 2019.

#### Brescia Calcio
Le 5 octobre 2020, il est prêté pour une saison au Brescia Calcio, qui évolue alors en Serie B. Il joue son premier match le 28 octobre suivant face à l'AC Pérouse en Coupe d'Italie. Il est titulaire lors de cette rencontre remportée par son équipe sur le score de trois buts à zéro.
Le 9 août 2021, le prêt de Jagiełło à Brescia est prolongé d'une saison, avec cette fois une obligation d'achat sous certaines conditions.

#### Retour au Genoa
Filip Jagiełło fait son retour au Genoa à la fin de son prêt de deux ans au Brescia Calcio mais poursuit son aventure en Serie B puisque le Genoa vient d'être relégué. Il participe à la remontée du club dans l'élite du football italien, le Genoa retrouvant la première division seulement un an après l'avoir quittée.

### En sélection
Filip Jagiełło fête sa première sélection avec l'équipe de Pologne espoirs le 27 mars 2018 face à la Lituanie. Il est titulaire lors de cette rencontre avant d'être remplacé à l'heure de jeu par Karol Świderski. Son équipe s'impose par un but à zéro ce jour-là. Il est retenu pour participer au championnat d'Europe espoirs en 2019. Il joue les deux premiers matchs de son équipe, à chaque fois en tant que titulaire. Il se distingue dès le premier match face à la Belgique le 16 juin, en délivrant deux passes décisives, pour Szymon Żurkowski et Krystian Bielik. Son équipe s'impose par trois buts à deux ce jour-là. Malgré deux victoires et une seule défaite, les Polonais n'accèdent pas au tour suivant, terminant troisième de leur groupe.

## Palmarès
Lech Poznań
- Championnat de Pologne (1) :
  - Champion : 2025.